# 第8太陽周期
第8太陽周期（だいはちたいようしゅうき、Solar cycle 8）は、1755年に太陽黒点の活動が記録され始めてから8番目の太陽活動周期である。1833年11月から1843年7月まで9年8ヶ月続いた。月平均の平滑化太陽黒点数の最大は244.9個（1837年3月）であり、最小（周期開始時）は12.2個であった。
第8太陽周期が終了した1843年、ハインリッヒ・シュワーベは、太陽黒点が約11年の周期で増減すること（太陽活動周期）を発見した。

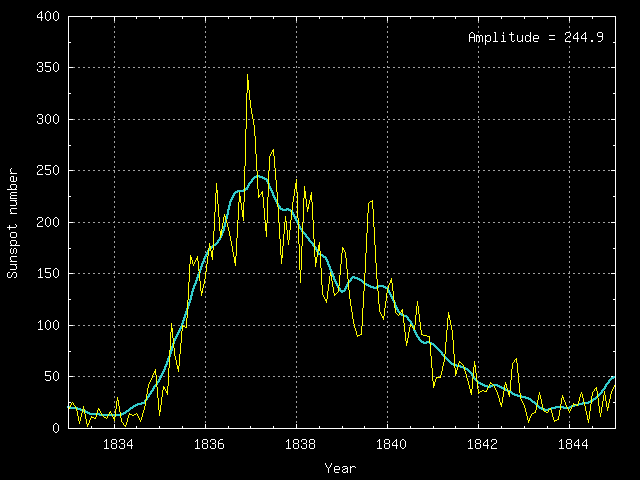
黄色い線は月平均の黒点数、青い線は平滑化された黒点数を表す